# Thanh Dương, Trì Châu
Thanh Dương (chữ Hán giản thể: 青阳县, âm Hán Việt: Thanh Dương huyện) là một huyện của địa cấp thị Trì Châu, tỉnh An Huy, Cộng hòa Nhân dân Trung Hoa. Huyện Thanh Dương có diện tích 1181 km², dân số 280.000 người, mã số bưu chính 242800. Huyện Thanh Dương được chia thành 9 trấn, hương. Huyện lỵ tại trấn Dong Thành.
- Trấn: Dong Thành, Mộc Trấn, Lăng Dương, Miếu Tiền, Đồng Phu, Cửu Hoa, Ngũ Khê, Chu Bị, Sa Tế.
- Hương: Thành Đông, Dương Điền, Đông Bảo, Nam Dương, Tân Hà, Trúc Dương, Kiều Mộc, Dậu Hoa, Đỗ Thôn, Cửu Hoa, Dương Điền.